# Maxime Laignel-Lavastine
Paul-Marie Maxime Laignel-Lavastine, né à Évreux le 12 septembre 1875, d'une famille originaire d’Elbeuf, et mort à Paris le 5 septembre 1953, est un psychiatre français.

## Aperçu biographique
Maxime est issu d'une famille où plusieurs ont été médecins : son grand-père maternel, Louis Bidault, reçu 7e à l'internat de Paris, en 1842, ou son arrière-grand-oncle, Jacques Daviel, inventeur de l’opération de la cataracte par extraction. Après des études secondaires à Évreux, où il est lauréat du concours général en histoire et en histoire naturelle, il entreprend des études de médecine à Paris et devient l'élève de Joseph Babinski.
Il s'intéresse à la neuroanatomie, à la neurologie, à la criminologie et la psychiatrie. Il se consacre aussi à l'étude de l'histoire de la médecine. Laignel-Lavastine soutient l'initiative de son élève, Isidore Simon lorsque celui-ci fonde la Société d'histoire de la médecine hébraïque et il accepte d'en devenir président d'honneur.
Nommé professeur à la chaire d'histoire de la médecine et de la chirurgie en 1931, puis à celle de la Clinique des maladies mentales en 1939 où il succède à Henri Claude,. Son action principale et novatrice fut son enseignement donné à l'Institut de criminologie et droit pénal de Paris. Il fut aussi membre de la Société médico-psychologique, de l’École supérieure d'anthropologie et de la Société internationale de criminologie. Il fut membre correspondant de l'Académie internationale d'histoire des sciences.
Il écrivit en collaboration un manuel de psychiatrie et, avec V. Vanciu et Étienne De Greeff, publie un précis de criminologie. Il a préfacé un ouvrage d'Alfred Adler, Le Sens de la vie (Payot:  (ISBN 2-228-89531-8)). Les psychanalystes Maurice Bouvet et René Held ont été parmi ses élèves en psychiatrie.
En 1933, il fonda la revue Hippocrate, avec le professeur Maurice Klippel.

## Publications
- Les Facteurs endocriniens du caractère (extrait de la Presse médicale, no 84, 20 octobre 1926), Paris, Masson, s. d., 7 p.
- La Méthode concentrique dans l'étude des psychonévrosés (leçons cliniques de la Pitié, 1927), Paris, A. Chahine, 1928, 279 p.

En collaboration
- Avec André Barbé et A. Delmas, La Pratique psychiatrique à l'usage des étudiants et des praticiens, J.-B. Baillère, 1919.
- Avec V. Vanciu, Précis de criminologie : La Connaissance de l'homme, la Biotypologie, la Personnalité criminelle, Paris, Payot, 1950, 282 p.
- (dir.) Histoire générale de la médecine, de la pharmacie, de l'art dentaire et de l'art vétérinaire, Paris, Albin Michel, tome 1, 1936, 683 p. ; tome 2, 1938, 670 p ; tome 3, 1949, 816 p.

## Distinctions
- 1938 : officier de la Légion d'honneur (chevalier en 1921).